# 感電
《感电》（日语： Kanden）是由日本创作歌手米津玄師作词作曲演唱的歌曲，被用作为日劇《MIU404》的主題曲。歌曲被收录于米津玄師于2020年8月5日發行的第五张实体专辑《STRAY SHEEP》中，并于2020年7月6日在实体专辑发行之前通过数字音乐发行。歌曲的首週下載次數超過15萬次，獲Oricon數碼單曲週榜第1名。

## 背景
《感电》是为2020年6月26日播出的TBS周五连续剧《MIU404》创作的主题曲。米津玄師曾为《MIU404》同制作团队制作的同档位周五连续剧《非自然死亡》，创作主题曲《Lemon》。此电视剧原本定于同年4月10日开播，并在播出期间公开《感电》，但由于新型冠状病毒的传播，首播时间推迟至6月26日。随着电视剧第一集的播出，《感电》才终于"解禁"。在访谈中，米津玄師表示："因为这部电视剧是一部警察故事，所以我构思出了一个以管乐器为特色的旋律，就像是昭和时代的侦探剧里的音乐，例如《向太阳怒吼！》（电视剧）。"米津玄師在此之前从未创作过以管乐器为特色的歌曲，正因如此，米津玄師表示在制作过程中有一种"马上会达到自己的新高度"的预感。另外，由于《MIU404》的剧本中有许多在汽车内的场景，米津玄师出现了这样的构思："我想做些在汽车里会很好玩的东西"、"我想以歌曲表达故事中两个人之间的关系，以一种微妙和轻松的方式"。
歌曲的原定标题为"狗警察"（犬のおまわりさん），并且在歌曲中包含有猫与狗的叫声，这是米津玄師最初的构想。然而，由于已经存在同名歌曲，所以最终将歌名改为"感电"。米津玄师过去曾创作过多部电视剧的主题曲，他自认为"与电视剧的相性较好"，是用音乐来讲述故事而不只是主观地描述的音乐作家。米津玄師选择为电视剧作曲正是因为在他分析自身之后认为他有与电视剧编剧相似的品质。

## 乐曲构成
这首歌曲的风格为轻放克，使用管乐作为开头，由米津玄師本人作词作曲。歌曲的编曲是米津玄師与坂东雄大之间的合作，他们曾一同参与了《马和鹿》与《海之幽灵》两首歌曲的制作。歌曲的旋律虽然新潮，但贯穿始终的却是猫猫狗狗的叫声和电铃声等音乐采样。参与音乐录制的有音乐组合MELRAW HORNS、吉他手关口慎吴、嘻哈组合韻-SIST的贝斯手Shyoudog、大提琴手飯島哲蔵和鼓手石若駿。。

## 音乐视频

### 内容
这首歌的音乐视频由奥山由之指导的制作团队完成制作。视频在电视剧《MIU404》中的"芝浦警察局"和练马区的丰岛园进行拍摄。在音乐视频中，歌手米津玄師与银衣舞者一同起舞。音乐视频里时髦的基调由一系列舞蹈、旋律和歌词紧密相连的小表演组成。

### 反响
该音乐视频于 2020年7月10日晚上11点（东京时间），即电视剧《MIU404》的第三集在电视上放映后于在米津玄師的官方YouTube账号上发布。在此大约5小时之前，在没有任何事先通知的情况下，米津玄師官方YouTube账号上的所有已发布视频的预览缩略图都被更改为 404 NOT FOUND （错误代码404）"的图像。与此同时，一段4分4秒长，标题为"404 NOT FOUND"也在账号上发布了。这个视频的内容由两种羊的表情符号图像组成，使用摩斯密码对羊表情符号的排序进行破译之后会得到“KANDENMV-2-3-0-0-KOUKAIDESU”（感电MV23:00公开）。该视频发布后，粉丝们开始在推特上试发表解读，有的用户甚至给出了正确答案。音乐视频如期发布，发布后的大约1小时50分钟，视频点击量突破了100万次。这个速度打破了米津玄师歌曲《火烈鸟》用时3个小时的记录。
在音乐视频发布后的4天7分钟，点击量突破了1000万，这也是米津玄师的新纪录。
同年11月14日，音乐视频点击量突破1亿次，距离发布日期127天，也是米津玄师第14个达到1亿点击量的音乐视频。
2023年1月30日，该音乐视频的观看次数突破2亿次，是米津玄师第7个达到2亿点击量的音乐视频。

## 反响
《感电》于2020年7月6日开始在各种音乐流媒体服务上发行。歌曲在Oricon发行的首日下载量达到了57,642次。这个数字创下了2020年最高单日下载量记录。歌曲于同年7月20日首次出现在各种排行榜上，并以153,490次下载量在Oricon数字单曲排行榜上排名第一。并且，在当天的Billboard JapanHot 100位居第二名，仅次于TWICE的《Fanfare》并且在热门下载歌曲和热门流行歌曲中排名第一名。。 
2020年11月，歌曲累计播放量突破1亿，是米津玄師第一首达到1亿累计播放量的歌曲。此时距离歌曲在Billboard Japan上榜已经过去17周。
2023年1月，歌曲累计播放量突破3亿，是米津玄師第一首达到3亿累计播放量的歌曲。此时距离歌曲在Billboard Japan上榜已经过去129周。

### 销售认证
|        | 认证(RIAJ)   | 销量 / 播放次数            |
| ------ | ------------ | -------------------------- |
| 下载   | 双重白金唱片 | 499,084下载(2020年)        |
| 流媒体 | 白金唱片     | 300,000,000次播放(2023年） |

### 奖项
- 第105回日剧学院赏戏剧歌曲奖（2020年）[39]

## 注解
1. ↑  芝浦警察局是剧中出现的虚构警察局，严格意义上来说它只是用于拍摄电视剧的建筑物。